# Furuya Kōrin
Furuya Kōrin (también conocido como Furutani Kōrin, 1875–1910) fue un artista, ilustrador y diseñador japonés, activo en el círculo cultural de Kioto durante el periodo Meiji, a finales del siglo XIX y principios del XX. Su seudónimo referencia a Ogata Kōrin (1658–1716), también originario de Kioto. Llegó a referirse a sí mismo como "el Kōrin de la era moderna".

## Biografía
Nacido en Kaizu (prefectura de Shiga) en 1875, Kōrin estudió con Suzuki Mannen, Kamisaka Sekka y Asai Chu. Ganó en la categoría de pintura del Shinko Bijutsu Tenrankai (Exposición de Arte Nuevo y Antiguo) en 1897. Enseñó en la Escuela Municipal de Artes y Oficios de Kioto desde 1905, siendo nombrado profesor asistente antes de su muerte en 1910. Vivió en un contexto de redescubrimiento del pasado de Japón, pues el país sufrió un avance tecnológico y un sentido de pérdida de la tradición. Por ello, sus obras basadas en el estilo Rinpa fueron populares en la época.

## Obras

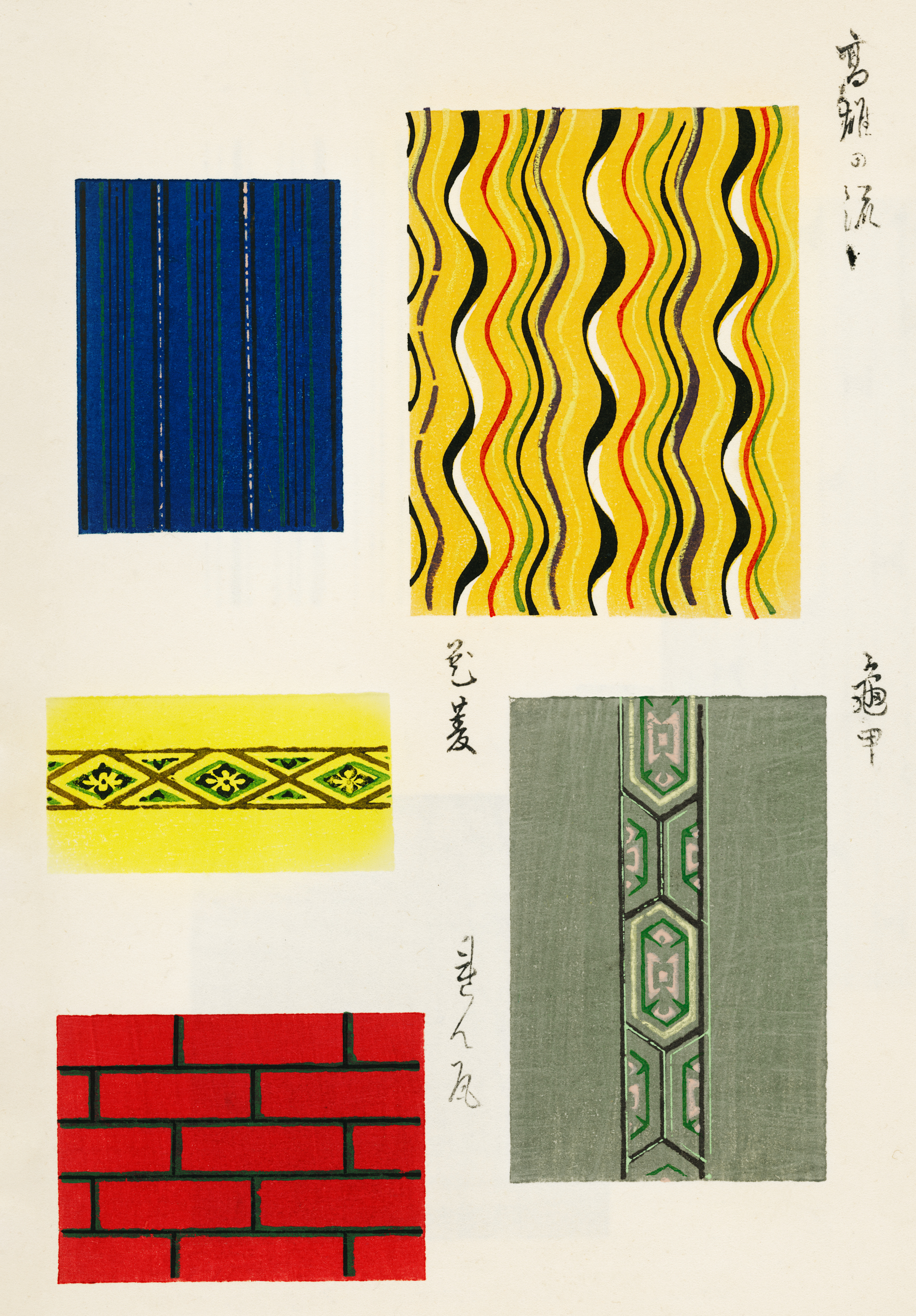
Impresión sobre madera del compedio de patrones de Kōrin, Shima Shima.

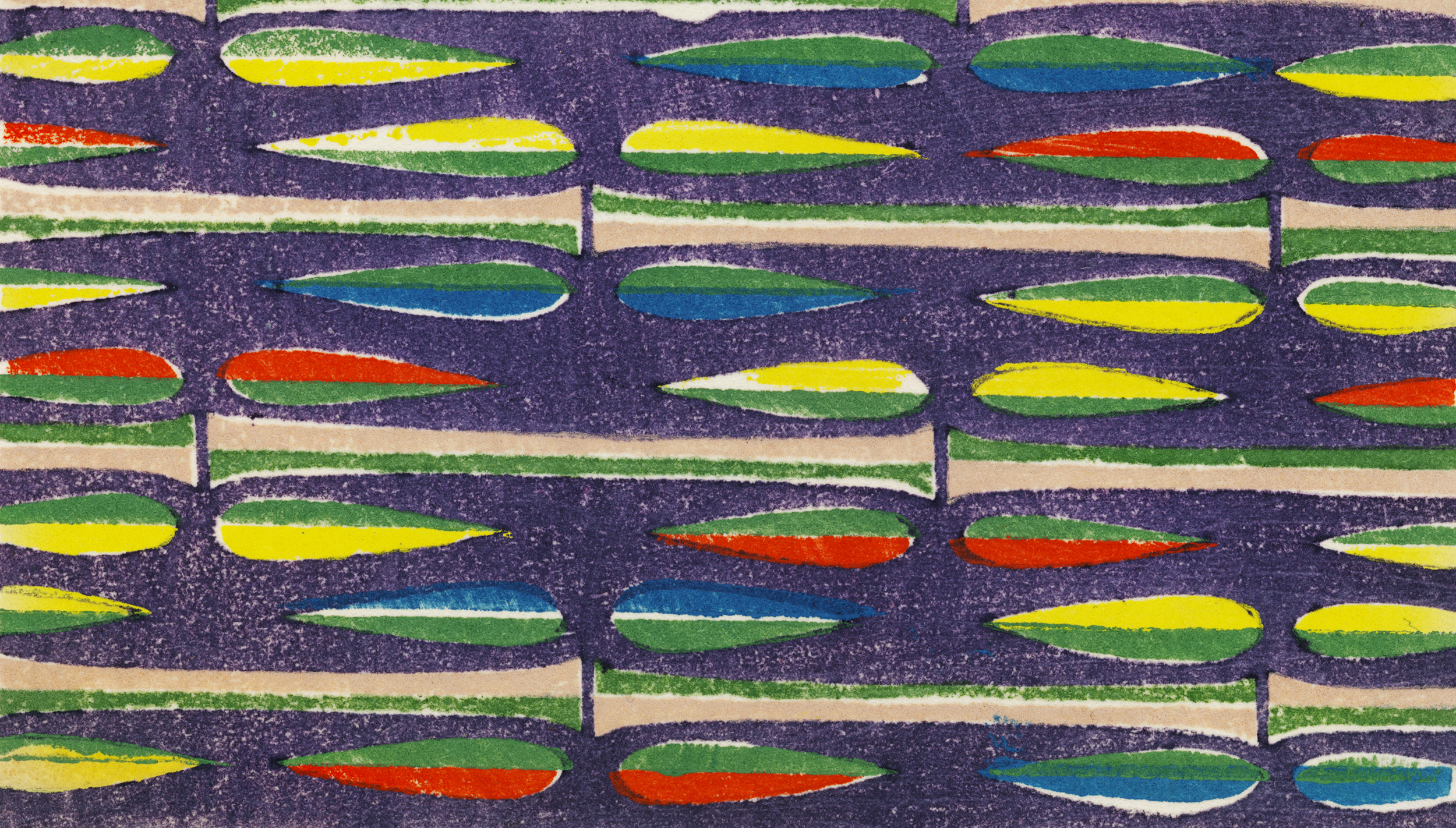
Véase el aspecto abstracto de los patrones de Kōrin.

Entre sus obras se encuentran los populares libros ilustrados de la tradición Rinpa. Una obra de tinta sobre papel en dos volúmenes denominaada Patrones de Kōrin (Kōrin moyō) (1907), concebida originalmente como un muestrario para la industria del kimono, se hizo popular entre las personas interesadas en la moda. John T. Carpenter, del Museo de Arte Metropolitano describe el libro como "impresionante". Contiene imágenes basadas en patrones de olas, así como motivos abstractos o naturales. Otras obras publicadas por el editor Yamada Unsōdō incluyen varios libros de orihon con patrones basados en flores y plantas (1905), pinos (1905) y bambú (1907).
Sus obras se encuentran en el Museo Metropolitano de Arte (Nueva York) y el Rijksmuseum (Ámsterdam).